# Taggenbrunn
Taggenbrunn (slov. tudi Pograč) je naselje v Občini Šentjurij ob Dolgem jezeru v Okraju Šentvid ob Glini na Koroškem v Avstriji.